# هايني أودوم
هايني أودوم (بالإنجليزية: Heinie Odom)‏ هو لاعب كرة قاعدة أمريكي، ولد في 13 أكتوبر 1900 في روسك في الولايات المتحدة، وتوفي بنفس المكان في 31 أغسطس 1970.

## وصلات خارجية
- هايني أودوم على موقعبيزبول رفرنس.كوم (الدوري الرئيسي) (الإنجليزية)